# Камаль ад-Дин Бинои
Камаль ад-Дин (Шир-) Али Бинаи Устад Мухаммадхан-(сабз)ми’мар Харави, или Камаль ад-Дин Бинои́ (1453—1512), — персоязычный поэт и мыслитель, один из основоположников таджикской литературы. Автор сочинения «Шейбани-наме».

## Биография
Родился в 1453 году. Жил в Герате, бывал в Ираке, Бухаре и Самарканде. Служил у ханов Мавераннахра Мухаммеда Шейбани и Захир ад-Дин Мухаммад Бабура. Создал множество произведений на среднеазиатском фарси, в том числе «Фатухат-наме» (Книга побед) и «Шейбани-наме» (Книга о Шейбани).
Бинои был убит в г. Карши в 1512 г. во время погрома, учиненного сефевидскими войсками под командованием Наджм-и Сани и завершившегося поголовным истреблением жителей.

## «Шейбани-наме» (Книга о Шейбани)
Написанная на хорошем персидском языке и легко читаемая книга о Шейбани излагает события с 1469 по 1503 год. В ней рассказывается о кризисе в государстве кочевых узбеков после смерти Абу-л-Хайра, о годах «казачества» Шейбани-хана, о его борьбе с тимуридами за города на Сыр-Дарье. В ней много ценных сведений о устройстве государства, организации войска, набегах кочевников на поселения земледельцев, о городах-крепостях на Сыр-Дарье.
Самый ранний список книги сделан секретарём Шейбани-хана и частично самим ханом, Он хранится в Академии наук Узбекистана. В Узбекистане хранится ещё шесть списков, сделанных в начале XX века. Б. А. Ахмедовым в Баку был обнаружен более подробный список, включенный в рукопись труда Хафиз-и Таныш Бухари «Абдулла-Наме».
По приказу Мухаммад Шейбани-хана Бинои в Самарканде осуществил перевод с персидского языка на тюркский сочинения «Аджайиб ал-махлукат ва гарайиб ал-масну’ат», которое в свою очередь является переводом с арабского языка на персидский.

## Высказывания[3]
Учёный без дел, по изречению великих,

Подобен слепому, несущему светоч.
Гора, которая прячет золото в своих скалах,

Постоянно получает удары железного острия.
Тот, кто пустил в свою натуру ветер высокомерия,

Поставил свою свечу на сквозняке.
 Одной рукой нельзя хлопнуть в ладоши, если нет второй.

## Гибель
Бинои был убит в г. Карши в 1512 г. во время погрома, учинённого сефевидскими войсками под командованием Наджм-и Сани и завершившегося поголовным истреблением жителей.

## Интересный факт
Афоризм «Одной рукой в ладоши не хлопнешь» по ошибке присвоен ему автором книги «500 шагов к мудрости» Павлом Тарановым, на самом деле, его высказывание звучит так: «Одной рукой нельзя хлопнуть в ладоши, если нет второй».